# Шпителберг (Беч)
Шпителберг (Spittelberg) је до 1850. године био самостална општина, а данас представља дио Беча у његовом 7. округу, чије је име Нојбау.
Област данашњег Шпителберга је 1525. године купљена од стране градске болнице (Bürgerspital), па се и име Шпителберг изводи из ријечи шпиталберг (Spitalberg). 1850. године приликом великог бечког уједињавања општина, ова област је припала тада новооснованом округу Нојбауу (Neubau). Тек од тог времена, постепено се почело са употребом назива Шпиталберг.
У 20. вијеку Шпителберг је дуго био на лошем гласу јер је наводно уска градња лоше утицала на здравље оних који су тамо боравили, и, наводно, Шпителберг је у то вријеме представљао главно жариште проституције у Бечу. Данас је овај дио Беча примјер једног луксузног насеља. Карактеристично за Шпителберг је велики број добро очуваних Бидермајер кућа (Biedermeierhäuser), као и доста уских сокачића који остављају утисак некадашњег времена. Шпителберг је у данашње вријеме, захваљујући божићној пијаци (Weihnachtsmarkt) постао познат и изван граница Беча.
Координате: 48° 12′ 12″ Сгш 16° 21′ 19″ Игд